# Colcha „K“ (Potosí)
Colcha „K“ ist eine Ortschaft im Departamento Potosí im Hochland des südamerikanischen Anden-Staates Bolivien.

## Etymologie
Der ursprüngliche Name der Ortschaft war Q'ochapata, von Quechua Q'ocha (See) und Pata (oben). Dieser Name wurde allmählich zu „Colcha“ hispanisiert. Der Zusatz „K“ stammt von dem Identifikationkode für die Ortschaft im Telegrafenwesen.

## Lage im Nahraum
Colcha „K“ ist sowohl Hauptstadt und Verwaltungssitz der Provinz Nor Lípez als auch zentraler Ort des Municipios Colcha „K“ und liegt am Ausgang eines schmalen Flusstales in einer Höhe von 3751 m über dem Meeresspiegel. Der Talausgang in die Ebene hinein wird durch ein Militärlager überwacht, nächstgelegene Ortschaften sind Mañica fünf Kilometer südlich und Puerto Chuvica 21 Kilometer nördlich gelegen.

## Geographie
Colcha „K“ liegt auf dem bolivianischen Altiplano zwischen der Cordillera Occidental im Westen und der Cordillera de Lípez im Südosten am Salzsee Salar de Uyuni. In nordwestlicher Richtung ist der Zugang zum nahe gelegenen Salar de Uyuni durch zwei Fünftausender erschwert, die jedoch die Region um Colcha „K“ mit dem für die Landwirtschaft wichtigen Steigungsregen versorgen.
Nennenswerter Niederschlag fällt jedoch nur in den Monaten Januar bis März (siehe Klimadiagramm Colcha „K“), die restlichen neun Monate des Jahres sind arid, der Gesamtniederschlag der Region erreicht keine 100 mm im Jahr. Die Jahresdurchschnittstemperatur liegt bei knapp 7 °C, die Monatswerte schwanken nur unwesentlich zwischen 2 °C im Juni/Juli und 9 °C von November bis März, wobei jedoch nächtliche Frostdurchgänge im ganzen Jahr möglich sind.
Gemäß der Klimaklassifikation von Köppen-Geiger ist das Klima von Colcha „K“ trocken und kalt (BWk).

## Wirtschaft
Wichtigster Erwerbszweig dieser Region ist neben der Salzgewinnung bisher der durch den Steigungsregen begünstigte Anbau von Quinoa. Die wirtschaftliche Zukunft der Region wird jedoch auf dem Rohstoff Lithium liegen.
Am 13. Dezember 2023 wurde von der bolivianischen YLB (Yacimientos de Litio Bolivianos) mit der russischen „Uranium One Group“ (Rosatom) ein Abkommen über den Bau einer ersten halbindustriellen Anlage mit direkter Lithiumextraktion (DLE) in Colcha mit einer Investition von 450 Millionen US-Dollar unterzeichnet. Nach der Unterzeichnung sollen die Arbeiten für den Bau der Pilotanlage sofort beginnen und bis 2025 abgeschlossen sein. Danach sollen dann in einer ersten Erweiterung jährlich 9.000 Tonnen Lithium gewonnen werden und die Produktionskapazität in einer letzten Stufe auf jährlich 14.000 Tonnen gesteigert werden.

## Verkehrsnetz
Colcha „K“ liegt in einer Entfernung von 344 Straßenkilometern südwestlich von Potosí, der Hauptstadt des gleichnamigen Departamentos.
Von Potosí führt die asphaltierte Nationalstraße Ruta 5 in südwestlicher Richtung 198 Kilometer bis Uyuni, von dort führt sie weiter nach Südwesten und erreicht nach 61 Kilometern die Brücke über den Río Grande de Lípez. Hinter der Brücke zweigt die Ruta 5 in nordwestlicher Richtung ab und erreicht nach 36 Kilometern die Ortschaft Río Grande an der Bahnlinie von Uyuni nach Avaroa an der chilenischen Grenze und weiter nach Antofagasta. Die Straße folgt der Bahnlinie in südwestlicher Richtung und erreicht nach weiteren 30 Kilometern Julaca. Direkt hinter Julaca zweigt eine unbefestigte Salzpiste in nordwestlicher Richtung ab und führt auf weiteren 19 Kilometern nach Colcha „K“.

## Bevölkerung
Die Einwohnerzahl des Ortes ist in den vergangenen beiden Jahrzehnten um mehr als ein Drittel angestiegen:
| Jahr | Einwohner | Quelle       |
| ---- | --------- | ------------ |
| 1992 | 908       | Volkszählung |
| 2001 | 853       | Volkszählung |
| 2012 | 1221      | Volkszählung |
| 2024 |           | Volkszählung |

Aufgrund der historischen Bevölkerungsverteilung hat die Region einen hohen Anteil Quechua-Bevölkerung, im Municipio Colcha „K“ sprechen 90 Prozent der Einwohner Quechua (2001).